# Лоцицеро, Лиза
Ли́за ЛоЦи́церо (англ. Lisa LoCicero; род. 18 апреля 1970, Гросс-Пойнт, Мичиган) — американская телевизионная актриса.

## Биография
Лиза Ло Цицеро родилась 18 апреля 1970 года в Гросс-Пойнте (штат Мичиган, США).
Лиза дебютировала в 1994 году, сыграв роль Дары в фильме «Убийство так мило». В 2000 году ЛоЦицеро сыграла роль руководительницы № 2 в фильме «Семьянин». Всего она сыграла в 43-х фильмах и телесериалах.
С 22 апреля 2007 года Лиза замужем за актёром Майклом Патриком Джанном, с которым она встречалась 8 лет до их свадьбы. У супругов есть двое детей — сын Лукас Джанн (род.01.10.2001) и дочь Верити Мэрион Джанн (род.30.05.2015).

## Избранная фильмография
| Год       |    | Русское название              | Оригинальное название             | Роль                                   |
| --------- | -- | ----------------------------- | --------------------------------- | -------------------------------------- |
| 1994      | ф  | Убийство так мило             | Murder Too Sweet                  | Дара                                   |
| 1997      | с  | Закон и порядок               | Law & Order                       | Джанин Дарнелл                         |
| 1998      | с  | Полиция Нью-Йорка             | NYPD Blue                         | Вивека Кердан                          |
| 1999      | с  | Сыновья грома                 | Sons of Thunder                   | Донна Динова                           |
| 2000      | ф  | Семьянин                      | The Family Man                    | руководительница № 2                   |
| 2001      | с  | Звёздный путь: Вояджер        | Star Trek: Voyager                | энсин Пэрис                            |
| 2001      | ф  | Час пик 2                     | Rush Hour 2                       | секретарша                             |
| 2001      | ки | Star Trek: Armada II          | Star Trek: Armada II              | имя персонажа неизвестно (озвучивание) |
| 2002      | ки | Star Trek: Bridge Commander   | Star Trek: Bridge Commander       | прапорщик Киска ЛоМар (озвучивание)    |
| 2004      | с  | Одна жизнь, чтобы жить        | One Life to Live                  | Соня Толедо Санти                      |
| 2005      | с  | Джоуи                         | Joey                              | Селест                                 |
| 2005—2008 | с  | В Филадельфии всегда солнечно | It's Always Sunny in Philadelphia | руководительница                       |
| 2008—2013 | с  | Главный госпиталь             | General Hospital                  | Оливия Фалконери                       |
| 2010      | с  | Кости                         | Bones                             | Джанин Дженаро                         |
| 2011      | с  | Чак                           | Chuck                             | Дафни Перальта                         |
| 2011      | с  | Риццоли и Айлс                | Rizzoli & Isles                   | Ивонн Смит                             |